# Discula tetrica
Discula tetrica és una espècie de gastròpode eupulmonat terrestre de la família Hygromiidae endèmic de l'illa de Madeira (Portugal).